# (1904) Massevitch
(1904) Massevitch es un asteroide que forma parte del cinturón de asteroides y fue descubierto el 9 de mayo de 1972 por Tamara Mijáilovna Smirnova desde el Observatorio Astrofísico de Crimea, Naúchni.

## Designación y nombre
Massevitch se designó al principio como 1972 JM.
Más adelante, se nombró en honor de la astrofísica soviética Ala Massevich.

## Características orbitales
Massevitch está situado a una distancia media de 2,744 ua del Sol, pudiendo acercarse hasta 2,543 ua. Su excentricidad es 0,07322 y la inclinación orbital 12,82°. Emplea en completar una órbita alrededor del Sol 1660 días.